# Magnesiumorotat
Magnesiumorotat ist eine chemische Verbindung. Es handelt sich um das Magnesiumsalz der Orotsäure.

## Herstellung
Die Umsetzung von einer heißen Lösung von Orotsäure (ein Pyrimidin-Derivat) in Wasser  mit einer gut säurelöslichen basischen Magnesiumverbindung wie Magnesiumcarbonat oder Magnesiumhydroxid ergibt das Magnesiumorotat.

## Eigenschaften
Magnesiumorotat ist ungiftig, aber nicht gut in Wasser löslich und ist daher auch nicht zum Binden von überschüssiger Magensäure geeignet. Es kann aber zur Behandlung eines Magnesium-Defizits verwendet werden, der Orotsäureanteil wirkt sich dabei günstig auf Herz und Kreislauf aus.

## Verwendung
Magnesiumorotat ist rezeptfrei im Handel erhältlich, meist als Kapseln oder Tabletten. Magnesiumorotat liegt dabei in der Regel als Magnesiumorotat-Dihydrat vor.
Angewendet wird Magnesiumorotat vor allem bei Herz-Kreislauf-Erkrankungen, beispielsweise bei Arterienverkalkung oder Bluthochdruck.
In Nahrungsergänzungsmitteln ist Magnesiumorotat nicht zugelassen, da es nicht in der EU-Richtlinie 2002/46/EG genannt ist.